# Distretto di Phaya Mengrai
Il distretto di Phaya Mengrai (in thailandese: พญาเม็งราย) è un distretto (amphoe) della Thailandia, situato nella provincia di Chiang Rai.